# Али Патрик Пехлеви
Принц Патрик Али Пехлеви (род. 1 сентября 1947 года) — член династии Пехлеви. Племянник последнего шаха Ирана Мохаммеда Резы Пехлеви и внук основателя династии Пехлеви Резы Пехлеви. Наследный принц Ирана (1954 — 1960).

## Биография
Родился в Париже, Патрик Али Пехлеви, сын принца Али Резы Пехлеви I и его жены Кристиане Холевски, француженки. По утверждению Али Патрика он был крещён. В 1954 году погиб его отец пилот Али Реза Пехлеви I. Отец Патрика был наследным принцем Ирана и после смерти своего отца Али Патрик стал наследником престола, так как на тот момент у Мохаммеда Резы Пехлеви не было сыновей.
В 1960 году, с рождением сына у его дяди, Али Патрик потерял свое место в качестве кронпринца Ирана. С конца 1960-х годов Пехлеви изучал и практиковал в течение сорока лет ряд религий и духовностей, в том числе даосизм, буддизм (дзен), индуизм (Адвайта), иудаизм, христианство и ислам. Он также изучил Коран в течение 12 лет. В 1970-х его публичная критика режима его дяди завершилась  для него арестом и заключением в тюрьму Эвин, после своего освобождения он был помещён под домашний арест. После иранской революции и свержения шаха в начале 1979 года Али Патрик остался в Иране. Неоднократно отбывал тюремное наказание в тюрьме Эвин. За три дня до очередного привода в суд, где его возможно ожидал бы смертный приговор Патрик Али покинул страну. В изгнании он преподает предметы, связанные с религией. В данный момент является одним из претендентов на главенство в доме Пехлеви, но при этом остаётся наследником главы дома.

## Семья
Пехлеви был женат в 1972 году  на Сонe Лауман; вместе у них есть три сына: 
- Давуд Пехлеви (р. 7 июля 1972)
- Хоуд Пехлеви (р. 26 ноября 1973)
- Мухаммед Юнес Пехлеви (р. 17 мая 1976)